# Disraeli Gears
Disraeli Gears è il secondo album del gruppo britannico Cream; venne pubblicato nel Regno Unito a novembre 1967, raggiungendo la 5ª posizione nella classifica britannica; rese celebre il gruppo negli Stati Uniti d'America, diventando l'album più venduto nel 1968, raggiungendo il 4º posto nella classifica statunitense. Dall'album vennero estratti due singoli di successo, Strange Brew e Sunshine of Your Love.

## Tracce
1. Strange Brew – 2:46 (E. Clapton, G. Collins, F. Pappalardi)
2. Sunshine of Your Love – 4:10 (J. Bruce, P. Brown, E. Clapton)
3. World of Pain – 3:02 (G. Collins, F. Pappalardi)
4. Dance the Night Away – 3:34 (J. Bruce, P. Brown)
5. Blue Condition – 3:29 (G. Baker)
6. Tales of Brave Ulysses – 2:46 (E. Clapton, M. Sharp)
7. SWLABR – 2:31 (J. Bruce, P. Brown)
8. We're Going Wrong – 3:26 (J. Bruce)
9. Outside Woman blues – 2:24 (B.J. Reynolds, arr. E. Clapton)
10. Take It Back – 3:05 (J. Bruce, P. Brown)
11. Mother's Lament – 1:47 (traditional, arr. J. Bruce, G. Baker, E. Clapton)

## Formazione
- Eric Clapton - chitarra solista, chitarra ritmica, voce, cori
- Jack Bruce - basso, armonica a bocca, piano, voce, cori
- Ginger Baker - batteria, percussioni, voce